# 杨疃镇
杨疃镇，是中华人民共和国安徽省宿州市灵璧县下辖的一个乡镇级行政单位。

## 行政区划
杨疃镇下辖以下地区：
邱庙村、光明村、红光村、庙王村、张圩村、半店村、七井村、刘圩村、一里王村、大余村、大亢村、杨集村、郑庙村、朱岗村、杨东村和杨疃村。